# Protoanemonin
A protoanemonin (más néven anemonol vagy ranunculol)
a boglárkafélék családjának (Ranunculaceae) növényeiben glikozid (ranunkulin) formájában található méreg. A növény sérülésekor szabadul fel egy enzimatikus folyamat során.
A bőrre vagy nyálkahártyára jutva viszketést, kiütést, hólyagokat okoz. A friss boglárkafélék lenyelése hányingert vagy hányást, szédülést, görcsöket vagy bénulást eredményezhet.
Levegővel érintkezve a protoanemonin anemoninná dimerizálódik, majd egy nem mérgező dikarbonsavvá hidratálódik, ezért a szárított növény már nem mérgező.

## Biokémia
|               | ranunkulin                              |
| ↓ – glükóz    | (sérülés következtében, enzim hatására) |
|               | protoanemonin                           |
| ↓ dimerizáció | (levegővel vagy vízzel érintkezve)      |
|               | anemonin                                |
| ↓ hidrolízis  |                                         |
|               | anemoninsav                             |

## Fordítás
Ez a szócikk részben vagy egészben  a   Protoanemonin című angol Wikipédia-szócikk fordításán alapul.  Az eredeti cikk szerkesztőit annak laptörténete sorolja fel. Ez a jelzés csupán a megfogalmazás eredetét és a szerzői jogokat jelzi, nem szolgál a cikkben szereplő információk forrásmegjelöléseként.